# Santa Cesarea Terme
Santa Cesarea Terme är en ort och kommun i provinsen Lecce i regionen Apulien i Italien. Kommunen hade 3 017 invånare (2017).